# Bruguiera
Bruguiera es un género de árboles tropicales con 32 especies pertenecientes a la familia Rhizophoraceae.

## Taxonomía
Bruguiera fue descrita por Jean-Baptiste Lamarck y publicada en Tableau Encyclopédique et Methodique ... Botanique , pl. 397, en el año 1793.

## Especies
- Bruguiera cylindrica (L.) Blume
- Bruguiera exaristata Ding Hou
- Bruguiera gymnorhiza (L.) Lam.
- Bruguiera hainesii C.G.Rogers
- Bruguiera parviflora (Roxb.) Wight & Arn. ex Griff.
- Bruguiera sexangula (Lour.) Poir.